# Poplar Bluff
Poplar Bluff és una població dels Estats Units a l'estat de Missouri. Segons el cens del 2008 tenia 17.096 habitants.

## Demografia
Segons el cens del 2000, Poplar Bluff tenia 15.351 habitants, 7.077 habitatges, i 4.295 famílies. La densitat de població era de 555,7 habitants per km².
Dels 7.077 habitatges en un 27,9% hi vivien nens de menys de 18 anys, en un 41,8% hi vivien parelles casades, en un 15,5% dones solteres, i en un 39,3% no eren unitats familiars. En el 34,9% dels habitatges hi vivien persones soles el 17% de les quals corresponia a persones de 65 anys o més que vivien soles. El nombre mitjà de persones vivint en cada habitatge era de 2,27 i el nombre mitjà de persones que vivien en cada família era de 2,91.
Per edats la població es repartia de la següent manera: un 24,3% tenia menys de 18 anys, un 8,8% entre 18 i 24, un 25,5% entre 25 i 44, un 21,5% de 45 a 60 i un 19,9% 65 anys o més.
L'edat mediana era de 39 anys. Per cada 100 dones de 18 o més anys hi havia 78,5 homes.
La renda mediana per habitatge era de 22.068 $ i la renda mediana per família de 28.744 $. Els homes tenien una renda mediana de 23.851 $ mentre que les dones 18.770 $. La renda per capita de la població era de 13.996 $. Entorn del 19,3% de les famílies i el 24,4% de la població estaven per davall del llindar de pobresa.

## Poblacions més properes
El següent diagrama mostra les poblacions més properes.